# Selapiu
L'île Selapiu est une île de Papouasie-Nouvelle-Guinée, située au sud de l'île de la Nouvelle-Hanovre et à l'ouest de la partie nord de la Nouvelle-Irlande.

## Économie
Une plantation est installée sur cette île.